# 理想の結婚 (テレビドラマ)
『理想の結婚』（りそうのけっこん）は、1997年1月17日から3月21日まで毎週金曜日21:00 - 21:54に、TBS系の「金9ドラマ」枠で放送された日本のテレビドラマ。

## 概要
- 常盤貴子が前クールの『ひとり暮らし』に続いて、TBS金9枠に連続主演した作品。平均視聴率は19.7%と、常盤の単独主演作では最高を記録しており、『愛していると言ってくれ』などに並ぶ彼女の代表作の一つにもなっている。また、脚本の青柳祐美子、プロデューサーの貴島誠一郎も前クールからの続投である。
- プロデューサーの貴島は、このドラマの放送当時のテレビ雑誌インタビューにおいて、以前制作したドラマ『私の運命』の収録期間中に、カラオケに興じる常盤がネイティブの関西弁を交えて弾けまくっていたのを目の当たりにして、同ドラマで彼女が演じた冷徹な看護婦キャラと全く正反対な、彼女の天真爛漫で超ネアカな素顔の魅力に惹かれて、それまで実現することのなかった、彼女の素顔を生かしたラブコメチックなホームドラマを作る意欲を持ったことを語っている。

## ストーリー
大阪から東京へ向かう飛行機の中で出会った鞠と勉。互いに恋人と別れたばかりで落ち込んでいたが、鞠に一目惚れした勉は、偶然東京で再会した際、「結婚して欲しい」と想いを告げ、2人は付き合うことに。2週間後、「会ってほしい人がいる」と、勉は家族に話を切り出す。
父の一国と妹の恵は興味津々だが、母の巴美は猛反対する。というのも、巴美は勉を妊娠したのを機に一国と結婚した、いわゆる「できちゃった結婚」であり、せめて勉の結婚相手は自分の思い通りにしたいと思っているからなのであった。数日後、鞠の家族も上京し、両家で食事会を行ったものの、鞠が気に入らない巴美と、巴美の嫌味な態度に腹を立てた鞠の母・さくらが喧嘩を始めてしまう。

## キャスト
- 山田鞠〈26〉- 常盤貴子
- 大滝勉〈26〉- 竹野内豊
- 大滝恵〈16〉- 榎本加奈子
- 鷲崎由紀子〈24〉- 初瀬かおる
- 山田真〈20〉- 渡辺慶
- 山田鉄雄〈56〉- 石井光三
- 大滝一国〈56〉- 伊東四朗
- 山田さくら〈50〉- 中村玉緒
- 大滝巴美〈52〉- 野際陽子 ほか

## スタッフ
- 脚本：青柳祐美子
- プロデューサー：貴島誠一郎
- 演出：土井裕泰、福澤克雄、松原浩
- 制作：TBS

## 主題歌
- ZARD「君に逢いたくなったら…」（B-Gram RECORDS）

作詞：坂井泉水　作曲：織田哲郎　編曲：葉山たけし

## 放送日程
| 第1回                                              | 1月17日 | 激突! 東西姑決戦           | 土井裕泰 |
| 第2回                                              | 1月24日 | 破談! 大阪冬の陣           | 土井裕泰 |
| 第3回                                              | 1月31日 | 発覚! 過去の女             | 福澤克雄 |
| 第4回                                              | 2月07日 | 破局! 大喜びの母           | 福澤克雄 |
| 第5回                                              | 2月14日 | 激愛バレンタイン           | 松原浩   |
| 第6回                                              | 2月21日 | 同居話に激怒! 浪花女の逆襲 | 土井裕泰 |
| 第7回                                              | 2月28日 | ブチ切れ嫁! 地獄の同居特訓 | 福澤克雄 |
| 第8回                                              | 3月07日 | 脳内革命か! マジ切れ勉くん | 福澤克雄 |
| 第9回                                              | 3月14日 | やっぱり愛してる           | 土井裕泰 |
| 最終回                                             | 3月21日 | ついに結婚式               | 土井裕泰 |
| 平均視聴率 19.7%（ビデオリサーチ社調べ・関東地方） |         |                            |          |

## 受賞歴
- 第12回ザテレビジョンドラマアカデミー賞[1]
  - 主演女優賞（常盤貴子）